# Imre Kovács
Imre Kovács, född 26 november 1921 i Budapest, död 9 mars 1996 i Budapest, var en ungersk fotbollsspelare.
Kovács blev olympisk guldmedaljör i fotboll vid sommarspelen 1952 i Helsingfors.